# جیمی استری
جیمی استری (انگلیسی: Jamie Sterry؛ زادهٔ ۲۱ نوامبر ۱۹۹۵) بازیکن فوتبال اهل بریتانیا است.
از باشگاه‌هایی که در آن بازی کرده‌است می‌توان به باشگاه فوتبال کاونتری سیتی اشاره کرد.